# Фозилов Абдурахмон
Фозилов Абдурахмон Абдурасулович (род. 8 мая 1993, Самарканд, Узбекистан) — узбекский спортсмен смешанных боевых искусств, действующий боец ММА. Призёр Кубок Мира по рукопашному бою в 11 ноябре 2021 году в Москве. Чемпион международного турнира WTKF-World Total kombat Federation в 2019 году.

## Биография
Родился 8 мая 1993 года в городе Самарканд, Узбекистан. Спортом начал заниматься ещё в детском возрасте. С 5 лет начинал тренировки в дзюдо. В 9 лет одновременно увлекался теннисом до 13 летнего возраста. После начал заниматься Тайским боксом с 16 лет, а с 18 лет начал тренироваться в Рукопашный бой параллельно тренировался Вольной борьбой. В 20 лет в 2013 году поехал в Дубай на сборы в зал «Team nogueira», тренировался у тренера Abner Lleovera. После перешёл в другой зал «TK» со своим тренером. В 22 лет в 2015 вернулся в Узбекистан и начал дебютировать по ММА, в городе Алматы в Республике Казахстан КЗ.
В 23 лет в 2016 уехал в Москву и продолжал тренироваться в зале «Eagle» с тренером Юсуфом Саадулаевом, там где тренировались такие бойцы как Расул Мирзаев, Али Багоудинов, Олег Борисович, Сергей Повлович, Ренат Фахридинов, Мариф Рираев и другие. После закрытия зала «Eagle» переехал вместе с командой в зал «Evolve gym». Потом поехал тренироваться в Таиланд в городе Пхукет. Там продолжал тренировку в зале «Bangtao Muay thai & MMA» в зале Алекса Волконовкого и Исраэль Адесанйо Майербек.

## Спортивные результаты

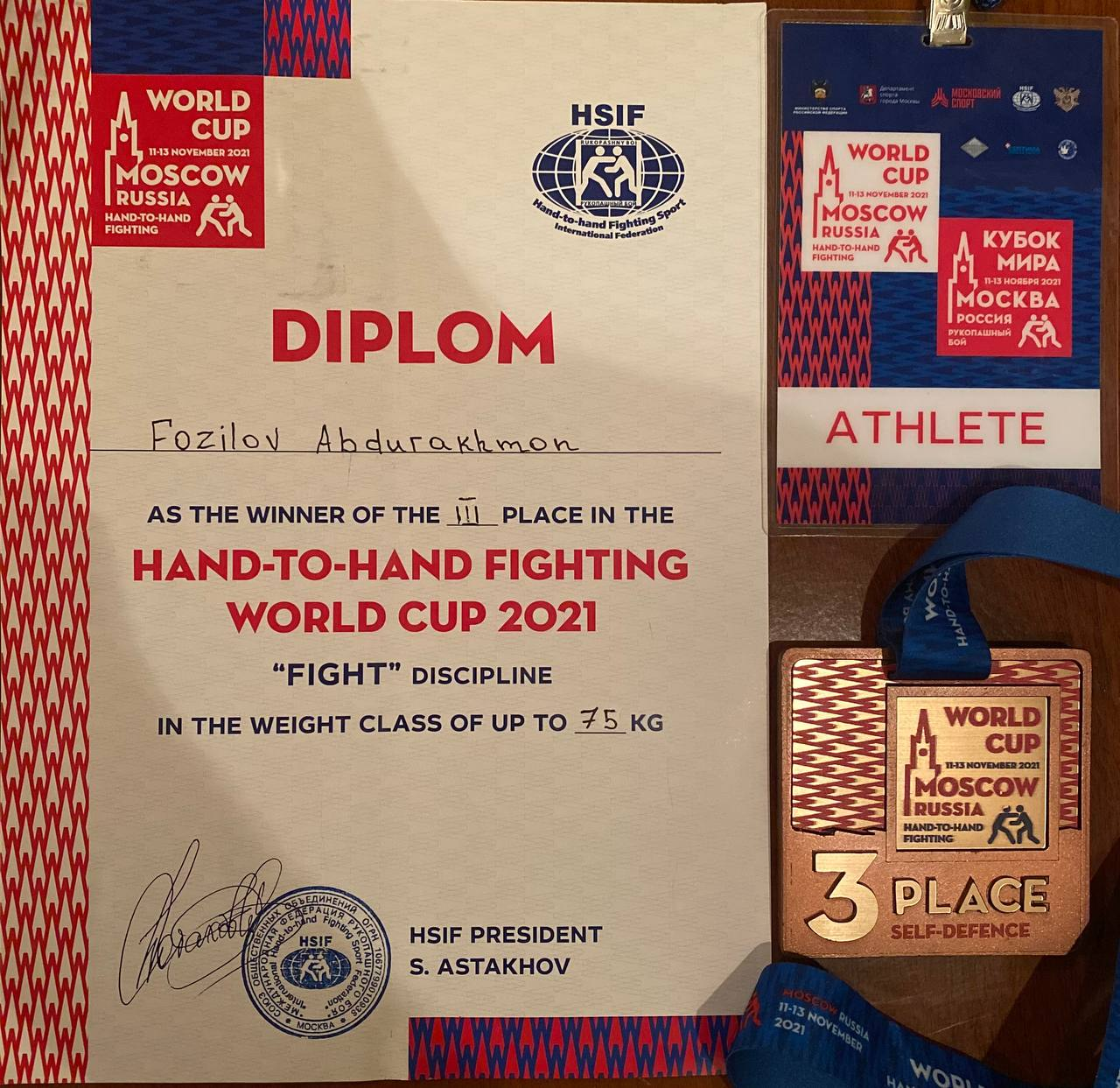
Диплом, медаль 3 место и бейджик Фозилова Абдурахмона Чемпионата по рукопашному бою 2021 года, в Москве.

- В 2009 году 8 ноября стал чемпионом Узбекистана по рукопашному бою
- В 2011 году 15-18 сентября стал чемпионом в Узбекистане
- В 2011 году 25 июня стал чемпионом кубка Узбекистана
- В 2013 году 7 июля стал чемпионом «Кокусай Ниппон Кемпо»
- В 2013 году 7-9 июня стал чемпионом Узбекистана по К-1
- В 2016 году 17 января стал чемпионом Узбекистана по «Комбат Айкидо»
- В 2016 году 6-8 декабря стал чемпионом международного турнира по рукопашному бою
- В 2018 27-30 июня стал чемпионом Узбекистана по рукопашному бою
- В 2021 году 10-12 ноября стал призёром Кубка Мира по рукопашному бою в Москве.

## Профессиональная карьера
1. Дебютировал по ММА 2016 году в городе Алматы, Респ. Казахстана в турнире «Zhekpe Zhek-Batys» — выиграл Тимура Ауганбанбаева Supmission (Armbar) на 1 раунде 1:16 минуте
2. Второй бой провёл в городе Ош, Респ. Кыргызстана по турниру WEF Proffight-7 против Темирхан Козуева Submission (Armbar) 1 раунд 4:40[7][8]
3. Третий бой провёл в городе Самарканд, Респ. Узбекистана по турниру «WTKF-World Total kombat Federation» против Емомали Сафарали, победил Decision (Unanimous) 2 раунд 5:00[9][10]
4. Четвёртый бой провёл в городе Самарканд, Респ. Узбекистан на Международный профессиональный турнир R1 Узбекистана выиграл Джасура Исматова Supmission (Armbar) на 1 раунд 3:25[11]
5. Пятый бой провёл в городе Сырдарья, Респ. Узбекистана на турнире ATFC 10-Amir Temur Fighting Championship 10 против Алишера Мирзоракимова TKO (Corner Stoppage) 1 раунд 2:27